# جانيت هوارد فوستر
جانيت هوارد فوستر (بالإنجليزية: Jeannette Howard Foster)‏ هي أمينة مكتبة أمريكية، ولدت في 3 نوفمبر 1895 في أوك بارك في الولايات المتحدة، وتوفيت في 26 يوليو 1981.